# Rödhuvad myzomela
Rödhuvad myzomela (Myzomela erythrocephala) är en fågel i familjen honungsfåglar inom ordningen tättingar.

## Utseende
Rödhuvad myzomela är en mycket liten honungsfågel med kort stjärt. Adulta hanen har lysande rött på ansikte och övergump, medan den är svart på vingar och stjärt och grå på undersidan. Honan har små inslag av svagare rött i ansiktet, men saknar det röda på övergumpen. Ungfågeln liknar honan men har mindre rött i ansiktet. 

## Utbredning och systematik
Rödhuvad myzomela delas in i två underarter:
- M. e. erythrocephala – förekommer i mangroveträsk i norra Australien (Broome till östra Kap York-halvön)
- M. e. infuscata – förekommer på södra Nya Guinea, på Aruöarna och i mangroveträsk på öar i Torres Strait

## Levnadssätt
Rödhuvad myzomela hittas i kustnära miljöer, nästan uteslutande i mangroveträsk och intilliggande skog.

## Status och hot
Arten har ett stort utbredningsområde, men tros minska i antal, dock inte tillräckligt kraftigt för att den ska betraktas som hotad. Internationella naturvårdsunionen IUCN listar arten som livskraftig (LC).

## Bilder

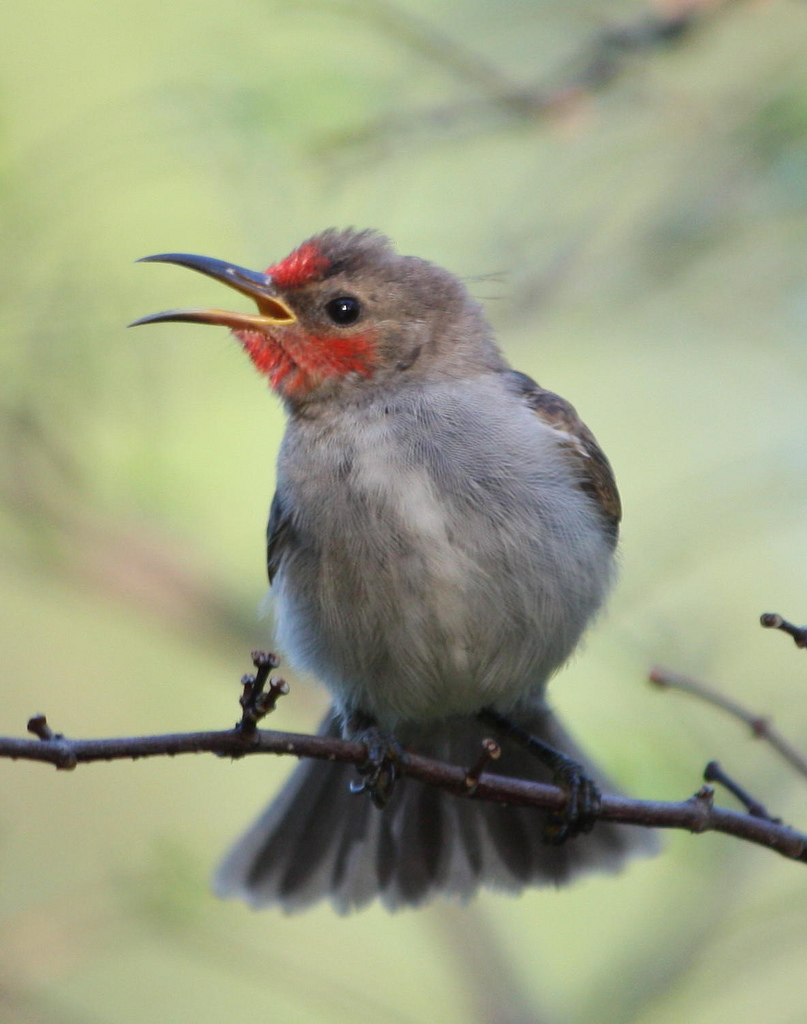
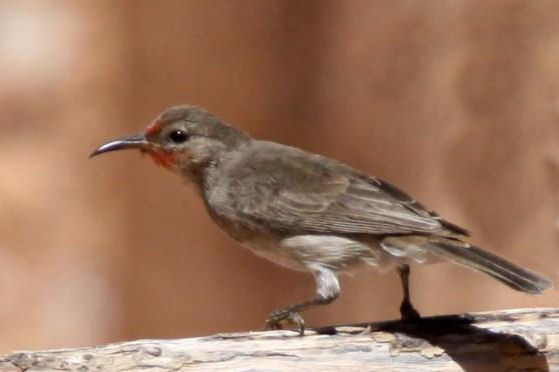